# Koznitsa
Koznitsa (bulgariska: Козница) är ett berg i Bulgarien.   Det ligger i regionen Sofijska oblast, i den västra delen av landet, 40 km nordost om huvudstaden Sofia. Toppen på Koznitsa är 1 625 meter över havet, eller 7 meter över den omgivande terrängen. Bredden vid basen är 0,16 km.
Terrängen runt Koznitsa är kuperad åt sydväst, men åt nordost är den bergig. Runt Koznitsa är det ganska tätbefolkat, med 72 invånare per kvadratkilometer.. Närmaste större samhälle är Svoge, 16,0 km väster om Koznitsa. 
Omgivningarna runt Koznitsa är en mosaik av jordbruksmark och naturlig växtlighet.